# Jana Roithová
Jana Roithová (* 12. listopadu 1974 Ústí nad Labem) je česká chemička, zkoumající organické reakce prostřednictvím hmotnostní spektrometrie, iontové spektroskopie a teoretických výpočtů. Od července 2018 působí na Radboudově univerzitě v nizozemském Nijmegenu. Předtím byla členkou Ústavu organické chemie Přírodovědecké fakulty Univerzity Karlovy v Praze, jenž také vedla.
V roce 2008 se stala jednou ze tří „královen české vědy“ – držitelek Ceny L’Oreal, stipendia „Pro ženy ve vědě“. V roce 2014 získala Cenu Neuron pro mladé vědce v oboru chemie. Je obsažena v celosvětovém Stanfordském  seznamu 2% vědců nejcitovanějších za celou kariéru, spolu s jinými cca 400 lidmi z ČR.

## Vzdělání
V letech 1989–1993 vystudovala Gymnázium Jana Palacha v Mělníku, ve třídě se stříbrnou olympijskou medailistkou Lenkou Šmídovou. Následně mezi roky 1993–1998 absolvovala studijní obor organická chemie na Přírodovědecké fakultě Univerzity Karlovy (červený diplom – summa cum laude). Dalších pět let pokračovala v postgraduálním programu na Katedře fyzikální chemie Fakulty chemicko inženýrské Vysoké školy chemicko-technologické (Ph.D., 2003). Postdoktorální pobyt prožila na Katedře organické chemie Technické Univerzity Berlín (2003–2005) ve skupině profesora Helmuta Schwarze.

## Profesní kariéra
Od roku 2005 pracovala v Ústavu fyzikální chemie Jaroslava Heyrovského Akademie věd České republiky, z něhož po dvou letech přešla na akademické pracoviště Katedru organické a jaderné chemie Přírodovědecké fakulty Univerzity Karlovy. V roce 2011 byla jmenována vedoucí Katedry organické chemie a na téže fakultě podstoupila habilitační řízení (docentka, 2011). S účinností od 1. březnu 2014 byla jmenována profesorkou Univerzity Karlovy v Praze pro obor organická chemie.
Na Přírodovědecké fakultě UK vedla skupinu reakčních mechanismů. Jako jediná česká vědkyně získala k roku 2020 dva granty Evropské výzkumné rady a dva granty Nizozemské grantové agentury v hodnotě sto padesáti milionů korun. Od července 2018 nastoupila na profesorské místo Radboudovy univerzity v nizozemském Nijmegenu.
H-index dosahoval k roku 2013 hodnoty 24. K roku 2018 byla autorkou 170 vědeckých studií s přibližně 3 500 citacemi. Stala se předsedkyní České společnosti pro hmotnostní spektrometrii a působila v předsednictvu Grantové agentury ČR, v němž na pozici rezignovala.

## Soukromý život
Narodila se roku 1974 v Ústí nad Labem. Pochází z Neratovic, kde její otec MUDr. Tomáš Roith v letech 1990–1998 zastával úřad starosty města. Matka byla lékařka, stejně jako mladší bratr MUDr. Jiří Roith, který je anesteziolog.
Manželem byl německý chemik, člen Učené společnosti ČR a docent, Detlef Schröder (nar. 1963), jenž zemřel 22. srpna 2012 ve věku 49 let během laboratorní práce v důsledku plicní embolie. Do manželství se narodil Jonáš Schröder.

## Ocenění
- 2003 – Cena Chemie Rhodia CZ
- 2005 – Hlávkova cena
- 2008 – Cena L’Oreal – “Pro ženy ve vědě”
- 2009 – Cena děkana Přírodovědecké fakulty Univerzity Karlovy v Praze
- 2010 – „Ion Spectroscopy of Reaction Intermediates“[1][13]
- 2014 – Cena Neuron pro mladé vědce v oboru chemie
- 2014 – Cena Učené společnosti vědeckým pracovníkům do 40 let „za inovativní studie elementárních kroků chemických reakcí pomocí hmotové spektrometrie“.[14]
- 2014 – Ignaz Lieben Prize[8]
- 2015 – Stříbrná pamětní medaile předsedy Senátu
- 2017 – Donatio Universitatis Carolinae[8]